# إدوارد فاغنر (عسكري)
إدوارد فاغنر (بالألمانية: Eduard Wagner)‏ هو مقاوم ألماني، ولد في 1 أبريل 1894 في كيرشنلاميتس في ألمانيا، وتوفي في 23 يوليو 1944 في زوسين في ألمانيا.

## وصلات خارجية
- إدوارد فاغنر على موقع مونزينجر (الألمانية)